# Manduca cabnal
Manduca cabnal är en fjärilsart som beskrevs av William Schaus 1932. Manduca cabnal ingår i släktet Manduca och familjen svärmare. Inga underarter finns listade i Catalogue of Life.